# 锌铁尖晶石
锌铁尖晶石（英語：Franklinite） 是一種氧化物礦物，屬於含鐵的尖晶石亞系列族，分子式為ZnFe3+2O4。與另一種尖晶石成員磁鐵礦一樣，锌铁尖晶石可能同時含二價鐵 和三價鐵 。 二價鐵和/或錳 (Mn) 可取代鋅 (Zn)，而三價錳可替代一些三價鐵。
在其標準產地，有多種礦物和锌铁尖晶石伴生，其中許多是具熒光性的。 常見的伴生礦物是，硅鋅礦、方解石和紅鋅礦。 在岩石中，锌铁尖晶石呈散佈的黑色小晶體，有時可以看到它的八面體面。 但它單個大的自形晶體很少。
锌铁尖晶石是開采鈾、硫酸和汞礦的次要礦石。 並以發它的現地，新澤西州富蘭克林礦和斯特林山礦，而命名。

### 產狀
锌铁尖晶石以接触交代锌矿床中产出较多。在美国新泽西州弗兰克林和斯特琳山的標準產地，就屬此類。也产于由富铁、锌和锰的海相碳酸盐沉积物在高温变质作用下形成的矿脉中。某些锰铁矿床中也有较少产出；弗兰克林产出的锌铁尖晶石与红锌矿、硅锌矿、方解石和少量锌尖晶石共生.
锌铁尖晶石以接触交代锌矿床中产出较多。在美国新泽西州弗兰克林和斯特琳山的標準產地，就屬此類。也产于由富铁、锌和锰的海相碳酸盐沉积物在高温变质作用下形成的矿脉中。某些锰铁矿床中也有较少产出；弗兰克林产出的锌铁尖晶石与红锌矿、硅锌矿、和方解石共生.
在其他產地已知的伴生有红锌矿、硅锌矿、方解石、钙铁榴石、方锰矿、菱锰矿、磁铁矿、蔷薇辉石、黑锰矿、褐锰矿、赤铁矿.
1. ↑  Warr, L.N. (2021). "IMA–CNMNC approved mineral symbols". Mineralogical Magazine. 85 (3): 291–320. Bibcode:2021MinM...85..291W. doi:10.1180/mgm.2021.43. S2CID 235729616.
2. ↑  
Mandarino J A and Back M E. Fleischer’s Glossary of mineral Species 2004[M]. Tucson: The Mineralogical Record Inc. 2004
3. ↑  
Chesterman, Charles W. (1978). The Audubon Society field guide to North American rocks and minerals. New York: Alfred A. Knopf. p. 418. ISBN 0394502698.
4. ↑  Mindat page for franklinite
5. 1 2  Strunz H and Nickel E H. Strunz Mineralogical Tables. Ninth Edition[M]. Stuttgart: E. Schweizerbart'sche Verlagsbuchbandlung. 2001
6. ↑  John W. Anthony, Richard A. Bideaux, Kenneth W. Bladh, and Monte C. Nichols, Eds., Handbook of Mineralogy[M], Mineralogical Society of America, Chantilly, VA 20151-1110, USA. http://www.handbookofmineralogy.org/ （页面存档备份，存于）. 2001-2005